# Fábio (filho de Heráclio)
Fábio (em latim: Favius), ou Flávio (em latim: Flavius) segundo o Breviário do patriarca Nicéforo I (r. 806–815), foi o primeiro filho do imperador Heráclio (r. 610–641) com sua segunda esposa e sobrinha, a imperatriz Martina (r. 613–641), e irmão de Davi, Heraclonas, Marino, Teodósio, Augustina, Febrônia e Martina. Nasceu com sua coluna cervical (porção da coluna que compõe o pescoço) paralisada. Os autores da PIRT, considerando a ausência de qualquer menção a ele no trecho da obra de Nicéforo que descreve a nomeação de Constantino como cônsul e Heraclonas como césar, sugerem que ele faleceu na década de 630.